# Schönau an der Triesting
Schönau an der Triesting is een gemeente in de Oostenrijkse deelstaat Neder-Oostenrijk, gelegen in het district Baden (BN). De gemeente heeft ongeveer 1800 inwoners.

## Geografie
Schönau an der Triesting heeft een oppervlakte van 8,03 km². Het ligt in het noordoosten van het land, in de buurt van de hoofdstad Wenen.
Alland · Altenmarkt an der Triesting · Baden · Bad Vöslau · Berndorf · Blumau-Neurißhof · Ebreichsdorf · Enzesfeld-Lindabrunn · Furth an der Triesting · Günselsdorf · Heiligenkreuz · Hernstein · Hirtenberg · Klausen-Leopoldsdorf · Kottingbrunn · Leobersdorf · Mitterndorf an der Fischa · Oberwaltersdorf · Pfaffstätten · Pottendorf · Pottenstein · Reisenberg · Schönau an der Triesting · Seibersdorf · Sooß · Tattendorf · Teesdorf · Traiskirchen · Trumau · Weißenbach an der Triesting
- Bibliothèque nationale de France: cb16052229s (data)
- Gemeinsame Normdatei: 4338804-8
- Library of Congress Control Number: n2006084911
- Nationale Bibliotheek van Israël: 987007473346005171
- Système universitaire de documentation: 115387463
- Virtual International Authority File: 241841672